# 호리 나오사다 (1665년)
호리 나오사다(일본어: 堀直宥, 1665년 12월 23일 ~ 1711년 7월 23일)는 에도 시대 전기부터 중기까지의 다이묘이다. 가즈사 야와타번 제2대 번주, 에치고 시야번 초대 번주를 지냈다. 나오유키계 호리가(直之系堀家) 제3대 당주. 가즈사 야와타 번 선대 번주 호리 나오요시의 장남으로 태어났다.
| 전임 호리 나오요시 | 제2대 야와타번 번주 (호리가) 1691년 ~ 1698년 | 후임 폐번 |

|  | 제1대 시야번 번주 (호리가) 1698년 ~ 1711년 | 후임 호리 나오나카 |